# Videos de sobreestimulación
El contenido basura (también conocido como contenido de lodo y videos de sobreestimulación) es un género de video de Pantalla dividida en plataformas de video de formato corto como TikTok y YouTube Shorts. 
El contenido basura se caracteriza por su contenido secundario, no relacionado y que capta la atención, con el objetivo de aumentar la retención del espectador. Por lo general, si un espectador se aburre con un clip, puede dirigir su atención al contiguo dentro de un mismo video. Entre los videos que captan la atención se incluyen juegos móviles repetitivos (en general, el endless runner Subway Surfers), los clips de ASMR o extrañamente satisfactorios y los videos de cocina. Los videos de sobreestimulación suelen presentar un panel principal con audio, a menudo material con Derechos de autor. El material con derechos de autor común incluye en general episodios de series de televisión (en particular, la serie animada para adultos Padre de familia), publicaciones de Reddit leídas por una voz artificial, y videos hechos por otros usuarios de TikTok.
El contenido basura ha sido etiquetado como sobreestimulante y adictivo. descrito al género como un reflejo y una contribución a la disminución de la capacidad de atención, aunque estas interpretaciones han sido criticadas. los videos de sobreestimulación también puede conducir a una disociación normativa , lo que puede ser relajante.

## Impacto
SYBO Games, los desarrolladores de Subway Surfers, hicieron referencia al contenido basura en la cuenta de TikTok del juego y atribuyeron el resurgimiento de Subway Surfers al contenido basura.
Cuentas de creadores de contenido, incluida la banda británica de power metal DragonForce, el comentarista político Hasan Piker y Andrew Tate, han publicado videos en TikTok con contenido basura. Varias empresas, incluidas Visible, Pepsi y Tums, han usado contenido basura en anuncios. El Partido Nacional de Nueva Zelanda usó contenido basura para promover sus políticas en las elecciones generales de 2023.
Un estudio de 2020 concluyó que interactuar con varios medios digitales en múltiples dispositivos simultáneamente puede empeorar la atención y la capacidad de recordar en adultos jóvenes. Se ha expresado preocupación por la popularidad de este tipo de contenido en pantalla dividida entre los niños pequeños de la Generación Alfa.